# Станимо у гард!
Станимо у гард! је пети студијски албум крагујевачког панк рок бенда Човек без слуха. Објављен је 2018. године и на њему се налази 9 песама. Текстове и музику написао је Милан Радојевић, а аранжман је урадио заједно с бендом. Албум је објављен на музичким платформама и у форми CD-а. У споту за песму И после свега, објављену нешто раније исте године као сингл, појавио се Златко Ракоњац, глумац и певач бенда Посно прасе.